# Protracheoniscus panphilovi
Protracheoniscus panphilovi is een pissebed uit de familie Trachelipodidae. De wetenschappelijke naam van de soort is voor het eerst geldig gepubliceerd in 1959 door Borutzkii.